# Artur Molin
Artur Molin (* 1977 in Chorzów, dt. Königshütte) ist ein deutscher Musicaldarsteller, Sänger und Schauspieler.

## Ausbildung
Artur Molin besuchte das Konservatorium für Musik in Diez. Nach dem Abitur begann er zunächst das Studium der Sportwissenschaft und Anglistik, ehe er eine vierjährige Gesangs-, Schauspiel- und Tanzausbildung zum Diplom-Bühnendarsteller an der Folkwang Universität der Künste in Essen absolvierte.

## Werdegang
Nach seiner Ausbildung folgten Engagements als Tony in der "West Side Story" in Bozen sowie am Stuttgarter Apollo und Palladium Theater in "3 Musketiere" und der deutschen Erstaufführung von "Wicked - Die Hexen von Oz" 2010 trat Molin als Solosänger bei der Eröffnungsfeier der RUHR.2010 – Kulturhauptstadt Europas in Essen auf.
Anschließend wandte sich Molin mehr dem Schauspiel zu und spielte unter anderem am Volkstheater Frankfurt "Kleiner Mann, was nun?" unter der Regie von Michael Wedekind und an der Katakombe in Frankfurt den Botho in Theodor Fontanes "Irrungen, Wirrungen".
Seit der Spielzeit 2013/2014 gehört Molin zum festen Ensemble des Hessischen Landestheaters in Marburg, wo er unter anderem als Elwood Blues in "The Blues Brothers" und als Prinz im Sommerspektakel "Cinderella - A Rock'n'Roll Fairytale" auftrat.
Mit "Play The Game - A Tribute to Freddie Mercury" hat Molin erstmals ein eigenes Programm entwickelt. Als Jim Hutton erzählt er vom Ausnahmekünstler Freddie Mercury und interpretiert dessen Songs.

## Rollen (Auswahl)
- West Side Story; Rolle: Tony; Stadttheater Bozen
- 3 Musketiere; Rolle: König Ludwig XIII, Ensemble; Apollo Theater Stuttgart
- Wicked – Die Hexen von Oz; Deutschlandpremiere, Rolle: Fiyero, Ensemble; Palladium Theater Stuttgart
- Kleiner Mann, was nun?; Rolle: Schulz, Heilbutt; Volkstheater Frankfurt
- Der Lügner;  Rolle: Florindo, Signor Dottore; Ekhof Festival, Gotha
- Irrungen, Wirrungen; Rolle: Botho von Rienäcker; Katakombe Frankfurt
- The Rocky Horror Show; Rolle: Frank'N'Furter, Rocky; Kammertheater Karlsruhe
- Michael Kohlhaas; Rolle: Herse, Prinz von Meissen; Hessisches Landestheater Marburg
- Woyzeck; Rolle: Tambourmajor; Hessisches Landestheater Marburg
- The Blues Brothers; Rolle: Elwood Blues; Hessisches Landestheater Marburg
- Cinderella – A Rock'n'Roll Fairytale; Rolle: Prinz; Hessisches Landestheater Marburg
- Soul Kitchen; Musiker, Ensemble; Hessisches Landestheater Marburg
- Play the Game – A Tribute to Freddie Mercury; Rolle: Jim Hutton; Hessisches Landestheater Marburg
- Früchte des Zorns; Rolle: Muley, Floyd, Elisabeth; Hessisches Landestheater Marburg